# Jamie Anderson
Jamie Louise Anderson (South Lake Tahoe, 13 de septiembre de 1990) es una deportista estadounidense que compite en snowboard, especialista en las pruebas de slopestyle y big air.
Participó en tres Juegos Olímpicos de Invierno, entre los años 2014 y 2022, obteniendo en total tres medallas, una de oro en Sochi 2014, en la prueba de slopestyle, y dos en Pyeongchang 2018, oro en el slopestyle y plata en big air.
Ganó dos medallas en el Campeonato Mundial de Snowboard, plata en 2021 y bronce en 2019. Adicionalmente, consiguió veintiuna medallas en los X Games de Invierno, ocho de oro, diez de plata y cuatro de bronce.

## Trayectoria

### Carrera deportiva
Sus primeros éxitos internacionales los obtuvo en los X Games de Invierno: medalla de plata en 2006, oro en 2007 y 2008, plata en 2010 y bronce en 2011. En los X Games de Invierno Aspen 2012 se proclamó campeona en la prueba de slopestyle, título que repitió en las ediciones de 2013, 2018 y 2020.
En su primera participación olímpica, Sochi 2014, ganó la medalla de oro en la prueba de slopestyle, con una marca de 95,25 puntos, por delante de la finlandesa Enni Rukajärvi y la británica Jenny Jones. En la siguiente edición, Pyeongchang 2018, repitió la medalla de oro en el slopestyle, con 83,00 puntos, y ganó la de plata en el big air con 177,25 puntos, por detrás de la austríaca Anna Gasser. En Pekín 2022 no pudo conseguir medalla, quedó novena en el slopestyle y decimoquinta en big air.

### Televisión
En 2015 compitió en la séptima temporada de Celebrity Apprentice, siendo eliminada en el cuarto episodio. En abril de 2018, Anderson fue anunciada como una de las celebridades participantes de la temporada 26 de Dancing with the Stars. Tuvo como pareja al bailarín profesional Artem Chigvintsev. La pareja fue eliminada en la primera semana de la temporada.

## Medallero internacional
| Juegos Olímpicos   | Juegos Olímpicos            | Juegos Olímpicos  | Juegos Olímpicos |
| Año                | Lugar                       | Medalla           | Prueba           |
| ------------------ | --------------------------- | ----------------- | ---------------- |
| 2014               | Sochi (Rusia)               | Medalla de oro    | Slopestyle       |
| 2018               | Pyeongchang (Corea del Sur) | Medalla de oro    | Slopestyle       |
| 2018               | Pyeongchang (Corea del Sur) | Medalla de plata  | Big air          |
| Campeonato Mundial |                             |                   |                  |
| Año                | Lugar                       | Medalla           | Prueba           |
| 2019               | Park City (Estados Unidos)  | Medalla de bronce | Slopestyle       |
| 2021               | Aspen (Estados Unidos)      | Medalla de plata  | Slopestyle       |

| X Games de Invierno | X Games de Invierno    | X Games de Invierno | X Games de Invierno |
| Año                 | Lugar                  | Medalla             | Prueba              |
| ------------------- | ---------------------- | ------------------- | ------------------- |
| 2006                | Aspen (Estados Unidos) | Medalla de bronce   | Slopestyle          |
| 2007                | Aspen (Estados Unidos) | Medalla de oro      | Slopestyle          |
| 2008                | Aspen (Estados Unidos) | Medalla de oro      | Slopestyle          |
| 2010                | Aspen (Estados Unidos) | Medalla de plata    | Slopestyle          |
| 2011                | Aspen (Estados Unidos) | Medalla de bronce   | Slopestyle          |
| 2012                | Aspen (Estados Unidos) | Medalla de oro      | Slopestyle          |
| 2013                | Aspen (Estados Unidos) | Medalla de oro      | Slopestyle          |
| 2013                | Tignes (Francia)       | Medalla de plata    | Slopestyle          |
| 2014                | Aspen (Estados Unidos) | Medalla de plata    | Slopestyle          |
| 2015                | Aspen (Estados Unidos) | Medalla de plata    | Slopestyle          |
| 2016                | Aspen (Estados Unidos) | Medalla de plata    | Slopestyle          |
| 2017                | Aspen (Estados Unidos) | Medalla de plata    | Slopestyle          |
| 2017                | Oslo (Noruega)         | Medalla de plata    | Slopestyle          |
| 2018                | Aspen (Estados Unidos) | Medalla de oro      | Slopestyle          |
| 2018                | Aspen (Estados Unidos) | Medalla de bronce   | Big air             |
| 2019                | Aspen (Estados Unidos) | Medalla de bronce   | Big air             |
| 2020                | Aspen (Estados Unidos) | Medalla de oro      | Slopestyle          |
| 2021                | Aspen (Estados Unidos) | Medalla de oro      | Big air             |
| 2021                | Aspen (Estados Unidos) | Medalla de oro      | Slopestyle          |
| 2022                | Aspen (Estados Unidos) | Medalla de plata    | Big air             |
| 2022                | Aspen (Estados Unidos) | Medalla de plata    | Slopestyle          |